# Lezioni dalla crisi
Lezioni dalla crisi  è stato un programma televisivo  - culturale condotto da Giuliano Amato. È stato trasmesso dal 18 marzo 2012 su Rai3 ogni domenica per dodici puntate.

## La trasmissione
Scopo della trasmissione è  stato quello di spiegare, in maniera chiara e comprensibile, la natura, le caratteristiche e le prospettive di evoluzione della crisi economica che l'Italia, l'Europa e il mondo stanno attraversando.
Tra i temi affrontati: gli strumenti finanziari, la moneta, l'influenza politica ed economica interna e internazionale, le istituzioni e gli organismi di controllo nazionali e sovranazionali, la legislazione. Presenti nella trasmissione anche interviste e interventi dei protagonisti della scena economica internazionale.

## Altre informazioni
- La trasmissione ha visto come conduttore un ex Presidente del Consiglio, ex Ministro e attuale Presidente dell'Istituto della Enciclopedia Italiana Treccani.
- Dodici sono state le ”lezioni” di 30 minuti ciascuna, nelle quali Giuliano Amato ha guidato gli spettatori in un percorso che ha avuto come punti di partenza il concetto di crisi economica e la grande crisi del 1929[2].
- Altra caratteristica è stata l'interazione multimediale, con materiali e approfondimenti scaricabili dal portale web di Rai economia.